# Susanna Hedenborg
Susanna Hedenborg, född 25 september 1964, är professor i idrottsvetenskap vid Malmö universitet och docent i ekonomisk historia.
Hedenborg doktorerade i ekonomisk historia 1997 på en avhandling om synen på och villkoren för barn i 1700-talets Stockholm.. Efter att under flera år forskat i ekonomisk historia med inriktning mot barndomshistoria kom hon att alltmer inrikta sin forskning mot arbetsförhållanden inom galoppsporten samt genushistorisk forskning om hästsport. År 2009 utsågs hon till professor i idrottsvetenskap.
Hon har även skrivit flera läroböcker i historia för universitet, högskolor och gymnasier. År 2012 tilldelades hon tillsammans med sina medförfattare priset Årets Läromedelsförfattarpris LÄRKAN (i kategorin Högstadium/Gymnasium) för böckerna Historia 1, Då, nu och sedan och Historia 1b, Den lilla människan och de stora sammanhangen.